# Stenygrocercus
Stenygrocercus – rodzaj pająków z infrarzędu ptaszników i rodziny Euagridae. Obejmuje 6 opisanych gatunków. Zamieszkują Nową Kaledonię.

## Morfologia
Pająki te mają karapaks o niskiej części głowowej i poprzecznej jamce z jedną, a rzadziej dwoma parami szczecinek fowealnych. Ośmioro oczu rozmieszczonych jest na planie prostokąta. Nadustek jest niski. Szczękoczułki mają w nasadowej części bruzdy jeden lub dwa małe ząbki, natomiast brak tam ziarnistości. Serrula jest szeroka. Odnóża pozbawione są obrączkowania. Zwykle grzbienie przędne występują na wszystkich nadstopiach, a po dwie ich pary na nadstopiach pierwszej, drugiej i czasem trzeciej pary odnóży. Wszystkie pary stóp wyposażone są w kolce. U samców golenie pierwszej pary odnóży mają pośrodkowo opatrzone kolcami i głębokimi rowkami wykrojenia oraz haczyki do przytrzymywania samicy. Golenie drugiej pary samców również mają haczyki, a ponadto odsiebnie położoną stożkowatą ostrogę. Nogogłaszczki samca cechują się gruszkowatym bulbusem. Genitalia samicy charakteryzują się dwiema parami spermatek o prostych nasadowo szypułkach, skręconych odcinkach środkowych i nabrzmiałych dystalnie zbiornikach.

## Zachowanie i występowanie
Pająki te zasiedlają górskie i nadbrzeżne równikowe lasy deszczowe oraz wrzosowiska. Występują endemicznie na Nowej Kaledonii, będąc ograniczonymi do południowej części wyspy. Na zboczach konstruują kurtynowate sieci łowne z białej przędzy. Do budowy wyściełanych przędzą norek wykorzystują szczeliny w glebie, pomiędzy skałami oraz wnętrza wypróchniałych korzeni i kłód.

## Taksonomia
Takson ten wprowadził w 1892 roku Eugène Simon, gatunkiem typowym wyznaczając Macrothele silvicola, opisanego przez siebie trzy lata wcześniej. Rewizji rodzaju dokonał w 1991 roku Robert Raven. W 2020 roku na podstawie wyników analiz filogenetycznych przeniesiony został przez Verę Opatovą i współpracowników z Dipluridae do podrodziny Australothelinae w obrębie rodziny Euagridae.
Do rodzaju zalicza się sześć opisanych gatunków:
- Stenygrocercus alphoreus Raven, 1991
- Stenygrocercus franzi Raven, 1991
- Stenygrocercus kresta Raven, 1991
- Stenygrocercus recineus Raven, 1991
- Stenygrocercus silvicola (Simon, 1889)
- Stenygrocercus simoni Raven, 1991